# Pestalotiopsis microspora
Pestalotiopsis microspora (лат.) — вид грибов-эндофитов, способных разлагать полиуретаны в процессе метанового брожения.
Этот вид грибов был впервые обнаружен на опавших листьях плюща обыкновенного в Буэнос-Айресе и описан в 1880 году микологом Карло Луиджи Спегаццини, который его назвал Pestalotia microspora.
В 1996 году Джули Ли (Julie C. Lee) впервые обнаружила, что P. microspora выделяют торреяновую кислоту (англ. torreyanic acid) (один из димерных хинонов), и отметила, что они, вероятно, могут быть причиной сокращения популяции флоридской торреи (англ. Torreya taxifolia) — угрожаемого вида растений, родственного тису коротколистному. Эти же грибы вызывают пятнистость листьев у Hypericum patulum (один из видов зверобоя), что было обнаружено в зарослях кустарников в Японии.
То, что Pestalotiopsis microspora способен разлагать полиуретан, было открыто в 2011 году при исследовании двух различных штаммов этого вида грибов, образцы которых были получены со стеблей растений в национальном парке Ясуни (Эквадор). Это исследование проводилось группой студентов под руководством профессора молекулярной биохимии Скотта Стробела (англ. Scott Strobel) и было частью ежегодной экспедиции по изучению дождевых лесов Йельского университета. P. microspora стал первым видом грибов, у которого была обнаружена способность жить на полиуретане в анаэробных условиях, что позволяет использовать эти грибы для биоремедиации и переработки больших объёмов пластиковых отходов.